# Cacau Amaral
Cacau Amaral (Duque de Caxias, 21 de agosto de 1972) é um cineasta brasileiro.

## Filmografia
- 2010 – 5x Favela - Agora por nós mesmos (Episódio: Arroz com feijão)[1] [2]
- 2008 – À Meia-Noite Morrerei Três Vezes (curta-metragem)
- 2007 – Guerreiras do Brasil (curta-metragem)
- 2007 – As Aventuras de Agente 77, Os Cinco Atos (curta-metragem)
- 2006 – Melhor Que Um Poema (curta-metragem)
- 2006 – Hutúz, Promoção da Igualdade
- 2005 – 1 Ano e 1 Dia (curta-metragem)
- 2005 – Cerâmica Viva (curta-metragem)

## Prêmios
- Prêmio Baixada Fluminense 2011, em Itaguaí – RJ (2011); [3]
- Prêmio do Público no 19° Festival de Biarritz – França, por 5x Favela – Agora por nós mesmos (2010);[4]
- Prêmio de Melhor Filme Pelo Júri Oficial no Festival de Cinema de Paulínia – SP, por 5x Favela – Agora por nós mesmos (2010);[5]
- Prêmio de Melhor Filme Pelo Júri Popular no Festival de Cinema de Paulínia – SP, por 5x Favela – Agora por nós mesmos (2010);
- Prêmio Margarida De Prata – SP, por 5x Favela – Agora por nós mesmos (2010); [6]
- Prêmio Cara Liberdade na Mostra do Filme Livre - RJ, por 1 Ano e 1 Dia (2005)
- Prêmio Melhor Curta Pelo Júri Popular na Mostra de Jovens Realizadores do Mercosul – CE, por 1 Ano e 1 Dia  (2005);
- Prêmio Melhor Curta no Festival de Curtas da UNIOESTE – PR, por 1 Ano e 1 Dia  (2005);
- Menção Honrosa pela relevância social no Festival Internacional de Cinema de Itu – SP, por Melhor Que Um Poema (2007);
- Menção Honrosa pela originalidade, ousadia e irreverência no Festival Audiovisual Visões Periféricas – RJ, por As aventuras de Agente 77, os Cinco Atos (2008);
- Menção Honrosa pela relevância no Festival Favela é Isso Aí – MG, por Guerreiras do Brasil (2008).

## Participações em outros festivais
- 14 º Festival de Cinema Deboshir, em São Petersburgo – Rússia, por Cinco vezes favela, Agora por nós mesmos (2011)
- I Anápolis Festival de Cinema – GO, por Cinco vezes favela, Agora por nós mesmos (2011)[7]
- 10º Grande Prêmio do Cinema Brasileiro – RJ, por Cinco vezes favela, Agora por nós mesmos (2011)[8]
- Havana Film Festival – Cuba, por Cinco vezes favela, Agora por nós mesmos (2010)[9]
- 19° Festival de Biarritz – França, por Cinco vezes favela, Agora por nós mesmos (2010)
- 46th Chicago International Film Festival – EUA, por Cinco vezes favela, Agora por nós mesmos (2010)[10]
- Latin Beat Film Festival 2010, Tokyo, Kyoto e Yokohama – Japão, por Cinco vezes favela, Agora por nós mesmos (2010)
- Festival de Filmes Brasileiros em Porto Rico – Porto Rico, por Cinco vezes favela, Agora por nós mesmos (2010)
- Festival de Cannes, França, com Cinco vezes favela, Agora por nós mesmos (2010)[11] [12]
- III FESTIVAL PAULÍNIA DE CINEMA, SP, com Cinco vezes favela, Agora por nós mesmos (2010)
- IN-EDIT – Festival internacional do documentário musical, SP, com Guerreiras do Brasil (2010)
- 3º Curta Cabo Frio, RJ, com À Meia-Noite Morrerei Três Vezes (2009)
- Festival de Vídeo Tela Digital, TV Brasil, RJ, com As Aventuras de Agente 77, os cinco atos (2009)
- Baixada Animada - IV Mostra de Cinema de Animação da Baixada Fluminense, RJ, com As Aventuras de Agente 77, os cinco atos (2009)
- 6º Festcine Amazônia, RO, com 1 Ano e 1 Dia (2008)
- 1º Festival Hip-hop do Brasil, (Paris, Angers e Le Mans) França, com Melhor Que Um Poema (2008)
- Indicado ao Prêmio Hutúz na categoria Hip Hop Ciência e Conhecimento, RJ, com Guerreiras do Brasil (2008)
- 4º Festival de Jovens Realizadores de Audiovisuais do Mercosul, CE, com As Aventuras de Agente 77, os cinco atos (2008)
- 4ª Mostra Goiana de Filmes Independentes, GO, com À Meia-Noite Morrerei Três Vezes (2008)
- MUMIA - Mostra Udigrudi Mundial de Animação, MG, com As Aventuras de Agente 77, os cinco atos (2008)
- 1º FRI Cine, RJ, com 1 Ano e 1 Dia e Melhor Que Um Poema (2008)
- Festival Imagens da Cultura Popular, MG, com Melhor Que Um Poema e As Aventuras de Agente 77, os cinco atos (2008)
- 7º Araribóia Cine - Festival de Niterói, RJ, com As Aventuras de Agente 77, os cinco atos (2008)
- Festival Audiovisual Visões Periféricas, RJ, com À Meia-Noite Morrerei Três Vezes, Guerreiras do Brasil e As Aventuras de Agente 77, os cinco atos (2008)
- 5ª edição da Mostra Curtas PUC-RIO, RJ, com À Meia-Noite Morrerei Três Vezes e Guerreiras do Brasil (2008)
- Cine Social do Festival de Gramado, RS, com À Meia-Noite Morrerei Três Vezes (2008)
- Cine Cufa, RJ, com À Meia-Noite Morrerei Três Vezes e Guerreiras do Brasil (2008)
- Cinesul, RJ, com As Aventuras de Agente 77, os cinco atos (2008)
- 1ª Festival NOSSAS NOVAS, Paris, França, com 1 Ano e 1 Dia, Guerreiras do Brasil e Melhor Que Um Poema (2008)
- 4ª edição de BRÉSIL EN MOUVEMENTS, Paris, França, com 1 Ano e 1 Dia (2008)
- 5º Festival de Cinema de Maringá, PR, com 1 Ano e 1 Dia e Melhor Que Um Poema (2008)
- 1ª edição do Festival Internacional de Filmes Curtíssimos em Brasília, com As Aventuras de Agente 77, os cinco atos (2008)
- 1ª Festival de Cinema da Cidade de Nova Iguaçu, RJ, com As Aventuras de Agente 77, os cinco atos (2008)
- Web Cine Banana, WEB, com Guerreiras do Brasil,  Melhor Que Um Poema e As Aventuras de Agente 77, os cinco atos (2008)
- 7ª Mostra do Filme Livre, RJ, com Guerreiras do Brasil (2008)
- 12ª Mostra Internacional do Filme Etnográfico, RJ, com Guerreiras do Brasil (2007)
- 3ª edição de BRÉSIL EN MOUVEMENTS, Paris, França, com Melhor Que Um Poema (2007)
- Festival Itinéraires: Images et réalités en Amérique Latine, Bruxelas, Suécia, com Melhor Que Um Poema (2007)
- Cine Social do Festival de Gramado, RS, com 1 Ano e 1 Dia  (2007)
- Festival Internacional de Cinema de Itu, SP, com Melhor Que Um Poema (2007)
- III Mostra Cinema Popular Brasileiro em São Pedro da Serra, RJ, com Melhor Que Um Poema (2007)
- 6º Festival de Cinema de Varginha, com As Aventuras de Agente 77, os cinco atos (2007)
- Cine Cufa, O Cinema na Tela da Favela, RJ, com 1 Ano e 1 Dia e Melhor Que Um Poema (2007)
- Cine Cufa, Periferia Criativa, DF, com 1 Ano e 1 Dia e Melhor Que Um Poema (2007)
- Hutúz Filme Festival, RJ, com Guerreiras do Brasil (2007)
- Mostra Tangolomango, RJ, com Melhor Que Um Poema (2006)
- Hutúz Filme Festival, RJ, com Melhor Que Um Poema e Hutúz, Promoção da Igualdade (2006)
- Festival do Rio, com 1 Ano e 1 Dia (2005)
- I CINEPORT, Festival de Cinema dos Países de Língua Portuguesa, MG, com 1 Ano e 1 Dia (2005)
- 10ª Mostra Internacional do Filme Etnográfico, RJ, com 1 Ano e 1 Dia (2005)
- Mostra do Filme Livre, RJ, com 1 Ano e 1 Dia (2005)
- II Mostra Cinema Popular Brasileiro em São Pedro da Serra, RJ, com 1 Ano e 1 Dia (2005)
- Festival Curta-SE V, SE, com 1 Ano e 1 Dia (2005)
- Festival de Curtas da UNIOESTE, PR, com 1 Ano e 1 Dia (2005)
- Festival Cine Ceará, CE, com 1 Ano e 1 Dia (2005)
- 10º Festival Brasileiro de Cinema Universitário, RJ, com 1 Ano e 1 Dia (2005)
- Mostra de Jovens Realizadores do Mercosul, CE, com 1 Ano e 1 Dia (2005)
- Mostra Tangolomango, RJ, com 1 Ano e 1 Dia (2005)
- Hutúz Filme Festival, RJ, com 1 Ano e 1 Dia (2005)